# Партия «Разам»
Партия «Вместе» (бел. Партыя «Разам») — белорусская незарегистрированная политическая партия, анонсированная в 2020 году политической командой белорусского политика и банкира Виктора Бабарико. По состоянию на 31 марта 2021 года количество заявок в партию превысило 4400 человек. Команда политика заявляла, что планирует подавать документы на регистрацию в мае 2021 года и участвовать в местных выборах в Беларуси 2022 года, которые было решено перенести на 2023 год.

## Создание
Видео о намерении создать собственную политическую партию было записано Виктором Бабарико до его ареста и опубликовано 31 августа 2020 года. В видео один из членов команды предвыборного штаба, Мария Колесникова, также анонсирует название будущей партии — "Вместе".
Бабарико назвал основными задачами партии проведение конституционной реформы и объединение гражданских инициатив. Однако уже через неделю Мария Колесникова и другие члены команды были задержаны или покинули территорию Республики Беларусь.
29 марта 2021 года команда политика объявила о конкретных шагах по созданию партии, запланировав учредительный съезд на конец весны 2021 года. В оргкомитет вновь создаваемой партии помимо Виктора Бабарико и Марии Колесниковой вошли также Максим Богрецов, Дмитрий Подолинский, Иван Кравцов, а также сестра Марии Колесниковой Татьяна Хомич.
По данным оргкомитета, за три дня после объявления о создании партии было получено 4400 заявок.

## Деятельность
После начала сбора заявок на членство в партии командой партии было заявлено о намерении провести учредительный съезд в мае 2021 года. Также планировалось, что партия выдвинет "тысячи кандидатов" на предстоявшие в 2021 году в Беларуси выборы в местные советы депутатов.
8 апреля 2021 года в Молодечно должна была пройти первая встреча с представителями оргкомитета при участии одного из членов команды, Максима Богрецова. Встреча не состоялась в запланированном формате: сотрудники Молодечненского РУВД прервали встречу и попросили людей разойтись.

## Оценка
Эксперты отмечают, что создание партии может быть эффективным инструментом организации сторонников и более безопасным вариантом борьбы за гражданские свободы, чем протестная активность. Создание партии связывается с желанием сохранить электоральную поддержку и не потерять базу сторонников Виктора Бабарико за время его возможного длительного нахождения в тюрьме.
По словам команды штаба Бабарико создание партии не является "расколом" и скорее дополняет деятельность общего движения сил оппозиции.
Политолог Валерий Карбалевич считает, что объявление о создании партии в конце августа было несвоевременным и отмечает, что политические партии в Беларуси не регистрируются с 2000 года, по его мнению шансы на регистрацию партии "Вместе" "равны нулю" .
Эксперт Финского института международных отношений (FIIA) Григорий Нижников считает создание партии своевременным и верным, так как в долгосрочной перспективе партия — удобный механизм для мобилизации сторонников.
Некоторые эксперты отмечали возможное влияние со стороны внешних сил, связанных с интересами Российской Федерации на политическом поле Беларуси.

## Персоналии[14]
Виктор Бабарико — банкир, меценат, экс-претендент на участие в президентских выборах в Беларуси 2020 года.
Мария Колесникова — музыкант, арт-менеджер, координатор штаба Виктора Бабарико, член президиума Координационного совета белорусской оппозиции
Максим Богрецов — бизнесмен, бывший вице-президент компании EPAM-systems
Дмитрий Подолинский — бизнесмен, менеджер
Татьяна Хомич — бизнес-аналитик, сестра Марии Колесниковой
Иван Кравцов — активист, архитектор
Евгения Сугак — журналистка
Антон Родненков — политический аналитик
Глеб Германчук — пресс-секретарь команды Виктора Бабарико